# Elecciones generales de las Islas Malvinas de 2005
Las elecciones generales de las Islas Malvinas de 2005 se celebraron el 17 de noviembre de 2005 con el objetivo de renovar cada uno de los 8 escaños (3 del Camp y 5 de Stanley) del Consejo Legislativo de las islas Malvinas. Fue la última elección antes de la nueva Constitución de las islas Malvinas entró en vigor, que creó la Asamblea Legislativa. Sólo los candidatos independientes participaron en la elección ya que no existen los partidos políticos en las Malvinas.

## Resultados
| Elecciones generales de las islas Malvinas de 2005 |                                        |       |       |
| Escrutinio definitivo: Stanley                     |                                        |       |       |
| Candidato                                          | Partido                                | Votos | %     |
| Richard Davies                                     | Independiente                          | 546   | 15,91 |
| Mike Summers                                       | Independiente                          | 477   | 13,90 |
| Andrea Clausen                                     | Independiente                          | 466   | 13,58 |
| Richard Cockwell                                   | Independiente                          | 302   | 8,80  |
| Janet Robertson                                    | Independiente                          | 299   | 8,71  |
| John Fowler                                        | Independiente                          | 276   | 8,04  |
| Eric Goss                                          | Independiente                          | 276   | 8,04  |
| Jan Cheek                                          | Independiente                          | 275   | 8,02  |
| Mike Forrest                                       | Independiente                          | 261   | 7,61  |
| John Birmingham                                    | Independiente                          | 240   | 6,99  |
| Philip Middleton                                   | Independiente                          | 179   | 5,22  |
| Kevin Ormond                                       | Independiente                          | 110   | 3,21  |
| Total de votos/Participación electoral             | Total de votos/Participación electoral | 3.431 | 69    |
| Fuente: Elecciones Islas Malvinas                  |                                        |       |       |
| Escrutinio definitivo: Camp                        |                                        |       |       |
| Ian Hansen                                         | Independiente                          | 188   | 30,08 |
| Michael Rendell                                    | Independiente                          | 139   | 22,24 |
| Richard Stevens                                    | Independiente                          | 121   | 19,36 |
| Roger Edwards                                      | Independiente                          | 91    | 14,56 |
| Philip Miller                                      | Independiente                          | 86    | 13,76 |
| Total de votos/Participación electoral             | Total de votos/Participación electoral | 625   | ??    |
| Fuente: Elecciones Islas Malvinas                  |                                        |       |       |